# West Richland
West Richland és una població dels Estats Units a l'estat de Washington. Segons el cens del 2000 tenia 8.385 habitants.

## Demografia
Segons el cens del 2000, West Richland tenia 8.385 habitants, 2.937 habitatges, i 2.305 famílies. La densitat de població era de 149,1 habitants per km².
Dels 2.937 habitatges en un 45,9% hi vivien nens de menys de 18 anys, en un 66,9% hi vivien parelles casades, en un 7,9% dones solteres, i en un 21,5% no eren unitats familiars. En el 17,2% dels habitatges hi vivien persones soles el 4% de les quals corresponia a persones de 65 anys o més que vivien soles. El nombre mitjà de persones vivint en cada habitatge era de 2,85 i el nombre mitjà de persones que vivien en cada família era de 3,24.
Per edats la població es repartia de la següent manera: un 32,7% tenia menys de 18 anys, un 6,3% entre 18 i 24, un 33,3% entre 25 i 44, un 21,7% de 45 a 60 i un 6,1% 65 anys o més.
L'edat mediana era de 33 anys. Per cada 100 dones de 18 o més anys hi havia 99,9 homes.
La renda mediana per habitatge era de 57.750 $ i la renda mediana per família de 61.813 $. Els homes tenien una renda mediana de 50.785 $ mentre que les dones 29.595 $. La renda per capita de la població era de 22.499 $. Aproximadament el 3,9% de les famílies i el 4,5% de la població estaven per davall del llindar de pobresa.

## Poblacions més properes
El següent diagrama mostra les poblacions més properes.